# Caisse mobile

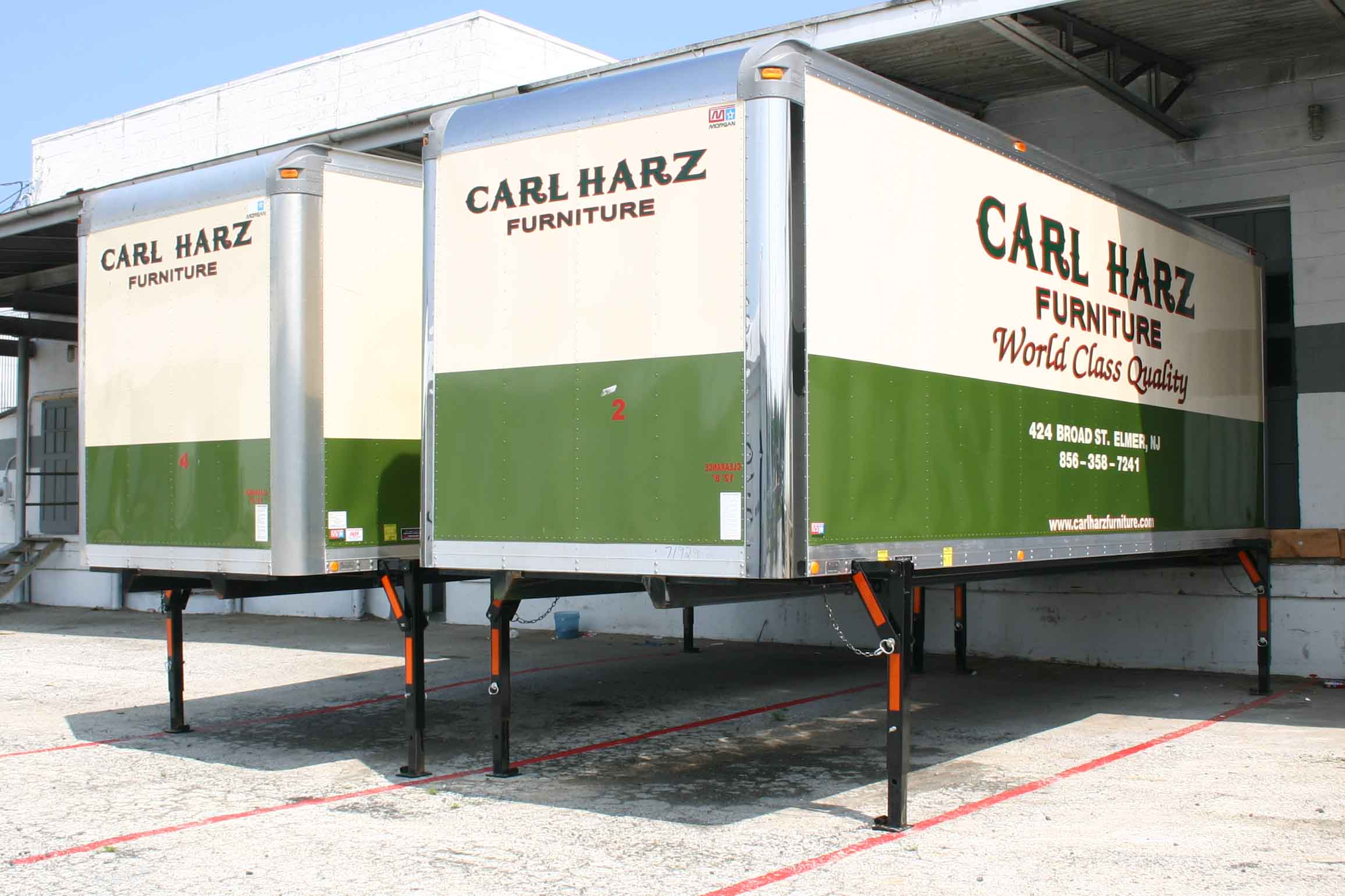
Des caisses mobiles

Une caisse mobile est une unité de transport intermodal (UTI) utilisée en transport terrestre (rail-route). Elle peut être transférée d'un véhicule à un autre (camion ou wagon) comme un conteneur, mais contrairement à ce dernier, elle n'est pas conçue pour être empilée sur plusieurs niveaux, ni pour être saisie par le haut. Sa manipulation est aisée, qu'elle soit soulevée par un véhicule muni de pinces ou soutenue par quatre pieds pliants qui permettent au camion de se détacher et de se raccrocher. 
Ces caisses mobiles sont différentes des conteneurs dans leurs dimensions et objectifs. L'objectif premier de ces caisses est de trouver un juste milieu entre le volume plus important des semi-remorques et l'interopérabilité des conteneurs. Leurs dimensions sont donc similaires aux semi-remorques et sont basées sur la taille des palettes Euro et des châssis des camions.

## Caractéristiques

### Les dimensions

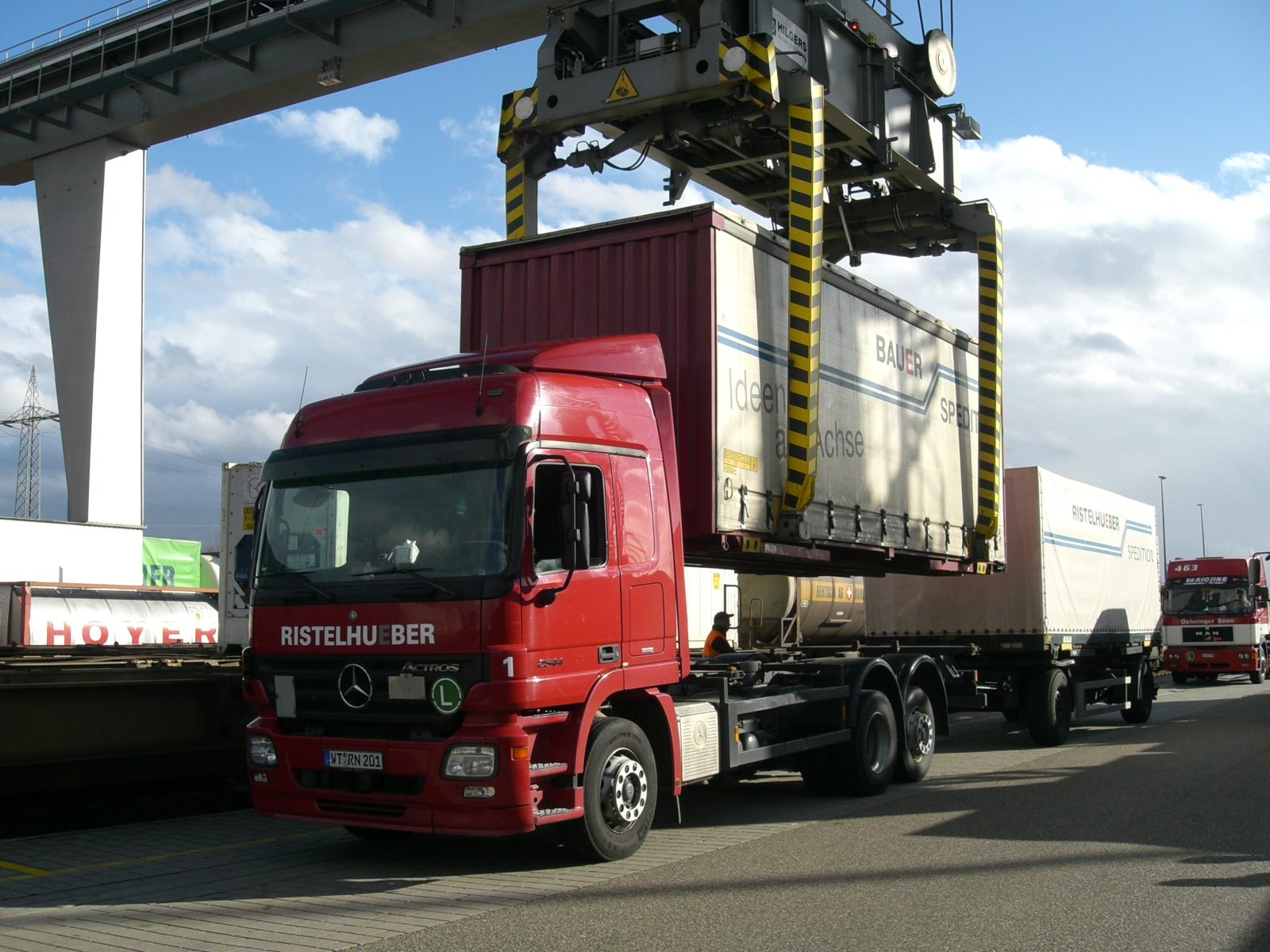
Grue munie de pince pour la manutention de caisse mobile

Par rapport au conteneur classique de 40 pieds, la longueur d'une caisse mobile fait 45 pieds, soit 13m40, équivalent 33 palettes 80*120 intérieur. La hauteur, quant à elle, n'est pas normalisée, elle peut être 2m65. Leur structure est moins résistante et moins lourde, permettant ainsi une économie sur les coûts d'investissement et d'exploitation (par économie de carburant). Enfin plusieurs types de caisse mobile ont été développés depuis quelques années et notamment des débâchables pour des chargements latéraux.

### Leur manutention
La base inférieure est munie de « pièces de coin » permettant de la poser en la verrouillant (au moyen des twist-locks) sur les châssis routiers et ferroviaires adaptés au transport de conteneurs normalisés. Les caisses mobiles ont une manutention délicate exclusivement par préhension inférieure au niveau du châssis, qui est leur seule partie rigide. Il faut alors que les engins de manutention disposent d'un spreader muni de pinces pour accrocher ce châssis.

### Les étriers

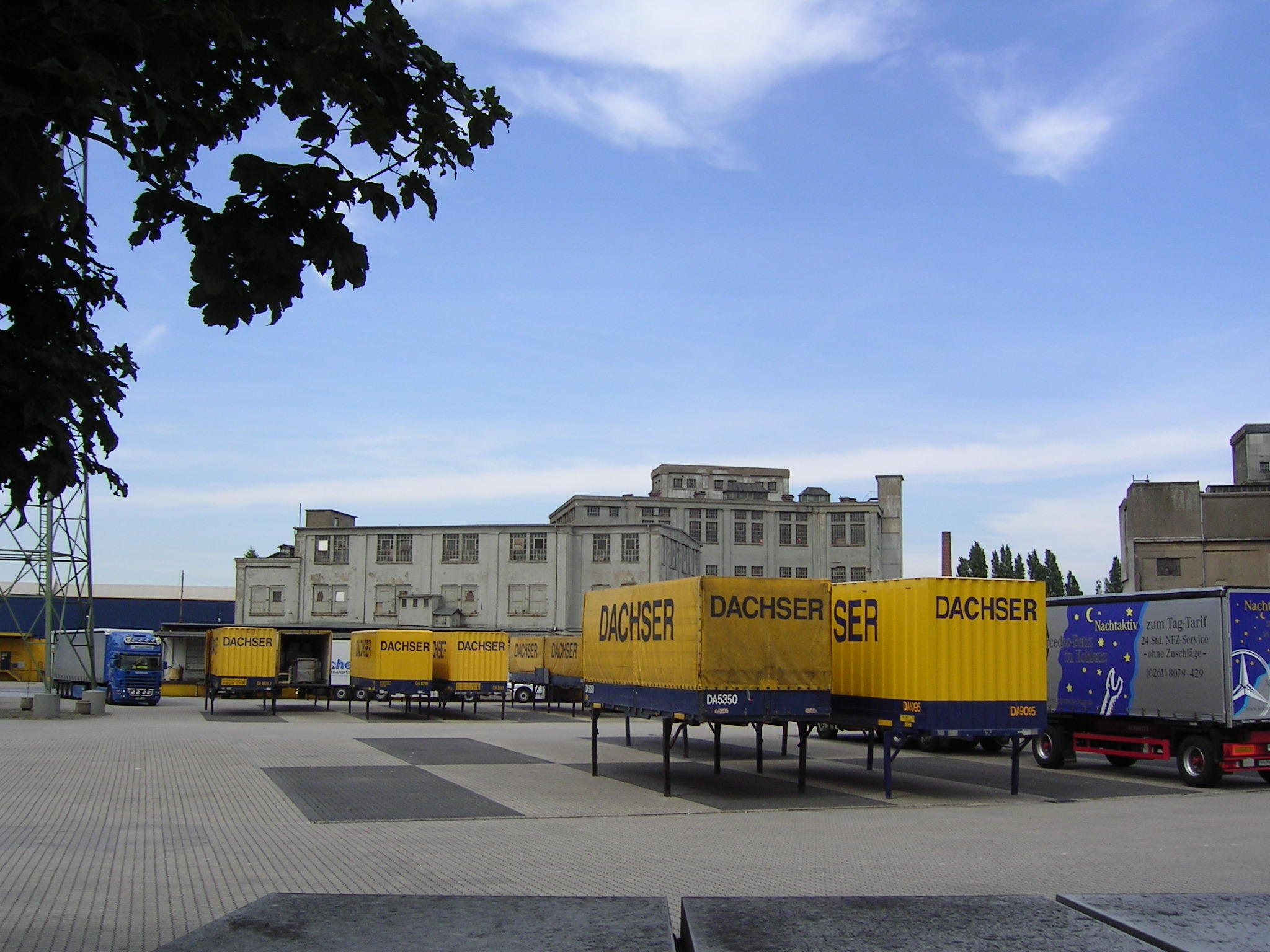
Flotte de caisses mobile Dachser posées sur leurs étriers

Pour éviter l'utilisation d'une grue à chaque transfert, les caisses mobiles disposent d'étriers déployables. La manœuvre pour la séparer d'une caisse mobile consiste à élever un peu la caisse, puis à déployer les quatre étriers, et ensuite rabaisser l'ensemble. Une fois posée au sol, la caisse est séparée de quelques centimètres du châssis du camion, qui peut alors se retirer.

## Caisses mobiles spécialisées
Ces caisses mobiles peuvent être, entre autres :
- à portes latérales ou à panneaux ou rideaux coulissants (tautliner) pour faciliter le chargement et le déchargement latéraux depuis le sol ;
- sans toit mais bâchées pour les produits en vrac ;
- frigorifiques pour les produits à stocker sous température dirigée[6];
- plates pour les produits lourds ou encombrants ;
- citernes pour les liquides.